# Levande på Grönan 1993
Levande På Grönan er en DVD da indeholder en optagelse af en koncert med Eddie Meduza fra Gröna Lund den 26. august 1993.
Koncerten var også på DVD'n Live(s)!, men sangen "Jag Vill Ha En Brud Med Stora Pattar" blev fjernet.

## Spor
| #   | Titel                                  | Længde |
| --- | -------------------------------------- | ------ |
| 1.  | "Gasen I Botten"                       | 03:23  |
| 2.  | "Glasögonorm"                          | 03:17  |
| 3.  | "Hakan"                                | 02:12  |
| 4.  | "Såssialdemokraterna"                  | 02:56  |
| 5.  | "Summertime Blues"                     | 02:43  |
| 6.  | "Bonnatwist"                           | 03:16  |
| 7.  | "Terylenebyxor"                        | 02:59  |
| 8.  | "Volvo"                                | 04:08  |
| 9.  | "Norwegian Boogie"                     | 03:24  |
| 10. | "Jag Vill Ha En Brud Med Stora Pattar" | 04:00  |
| 11. | "Punkjävlar"                           | 04:06  |
| 12. | "Mera Brännvin"                        | 03:37  |
| 13. | "Timber"                               | 02:58  |
| 14. | "Hemorroider I Mitt Rövhål"            | 03:00  |
| 15. | "Route 66"                             | 02:53  |

## Medvirkende
- Eddie Meduza - Vokal
- Åke Eriksson - Trommer
- Conny Lindh - Trommer
- Bosse Åström - Trommer
- Björn Melin - Guitar
- Lars Åström - Guitar
- Peter Melin - Bas
- Lasse Hedlund - Bas